# 卢卡和皮翁比诺公国
卢卡和皮翁比诺公国是意大利半島中部的一个历史国家，在1805年7月由拿破仑一世为他的妹妹埃莉萨·波拿巴创立。
1805年6月22日，拿破仑制定了公国宪法，建立了协助公主的国务委员会和立法参议院。虽然当地专门铸造了一些特殊货币，但仍采用法国法郎作为货币。 
1809年3月3日，作为“枫丹白露条约”的一部分，拿破仑创建了托斯卡纳大公国 ，埃莉萨作为公爵夫人统治了整个佛罗伦萨托斯卡纳大区。两年前，该地区被前伊特鲁里亚王国（1801-1807）并入法国帝国。此后，卢卡公国和皮翁比诺公国成为托斯卡纳大公国的一部分，自此成为了法兰西第一帝国的领土。